# W3C推荐标准
W3C推荐标准（W3C Recommendation）是万维网联盟（W3C）标准工作组的标准批准过程的最终阶段。这一名称表示了该标准文档已经经历了W3C成员组织和公众的评审。W3C推荐标准的目的在于使万维网技术标准化。W3C推荐标准与其他许多行业的发布的标准相当。

## 标准的成熟过程
按照W3C的过程文档，一个推荐标准的发展需要通过不同的成熟级别。

### 工作草案（WD）
在工作草案这一级别，标准被发布出来，以得到社群的评审。工作草案文档是一个标准的首次公开发表。几乎任何人都可以发表评论，但是并没有承诺对发表的评论的内容采取行动。
在这一阶段，标准文档很可能会发生重大的修改，这样，任何实现该工作草案的人应该做好准备：随着标准不断成熟，大量修改他们实现。

### 候选推荐标准（CR）
候选推荐标准与工作草案相比更加稳定。此时，工作组负责使标准符合一个标准所需的要求。候选推荐标准的目的是获得开发社区在关于标准的可实现性方面的帮助。
标准文档还可能发生进一步的修改，但此时重大的特性大部分已经锁定。这些特性的设计还是会根据实现者的反馈进行变更。

### 提案推荐标准（PR）
提案推荐标准是标准经过了前两个级别的版本。上述标准的用户已经畅所欲言，标准的实现者也已经有机会给出了他们的观点。 在这一阶段，标准文档已经提交到W3C顾问委员会进行最后的批准。
虽然这一步骤是重要的，但是这一阶段很少导致对标准的任何重要的修改。

### W3C推荐标准（REC）
这是最成熟的发展阶段。这时，标准已经历了理论上和实际上的评审和测试，由W3C作签署，可以广泛应用。

### 后续的修订
推荐标准通过分别发布的勘误表来更新，当积累到足够的实质上的修订，会发布推荐标准的一个新版本，例如，XML推荐标准现在是第五版。